# Sköldsyra
Sköldsyra (Rumex scutatus) är en ört tillhörande familjen slideväxter.